# 擬海龍
擬海龍（學名：Syngnathoides biaculeatus），又稱棘海龍，為輻鰭魚綱海龍魚目海龍科的其中一種。

## 分布
本魚分布於印度洋－太平洋區，從紅海至薩摩亞群島，北起日本，南至新南威爾斯等海域。

## 深度
水深0～15公尺。

## 特徵
本屬魚與其他海龍不同，在於其沒有尾鰭，尾部也可和海馬一樣捲繞。本魚吻短，約為眶後部兩倍；下頷長有觸鬚，無腹鰭、臀鰭和尾鰭，背鰭鰭條37～50枚，胸鰭鰭條20～24枚。腹面寬廣，雄魚僅以皮褶將卵半埋，無孵卵囊。鰓蓋無稜脊、無鱗，由一系列骨環所組成。體呈淡綠色或褐色。體長可達29公分。

## 生態
本魚棲息於水域較靜止的沿岸淺水域，包括藻床、海草或沙泥地上，幼魚偶而會隨雜物漂向外海。以管狀吻吸食浮游生物。

## 經濟利用
可作為海水觀賞魚外，也被當作中藥材。